# Гейпин, Антоней
Антоней Йоханнес Гейпин (нидерл. Anthonij Johannes Guépin, 2 мая 1897 — 13 августа 1964) — нидерландский яхтсмен, призёр Олимпийских игр.

## Биография
Родился в 1897 году в Ден-Хелдере, закончил Лейденский университет. В 1924 году принял участие в Олимпийских играх в Париже, где вместе с Йоханом Карпом и Яном Вреде на яхте «Willem Six» завоевал бронзовую медаль в 6-метровом классе.
С 1925 года работал в корпорации «Philips», где 19 июня 1939 года стал секретарём компании и главой патентного департамента. В 1958 году стал вице-президентом компании.